# Hönstorpasjön
Hönstorpasjön är en sjö i Katrineholms kommun i Södermanland och ingår i Nyköpingsåns huvudavrinningsområde. Sjön är 6,5 meter djup, har en yta på 0,848 kvadratkilometer och är belägen 42 meter över havet. Sjön avvattnas av vattendraget Skarendalån.

## Delavrinningsområde
Hönstorpasjön ingår i det delavrinningsområde (653180-152671) som SMHI kallar för Utloppet av Hönstorpasjön. Medelhöjden är 52 meter över havet och ytan är 6,79 kvadratkilometer. Räknas de 2 avrinningsområdena uppströms in blir den ackumulerade arean 26,12 kvadratkilometer. Skarendalån som avvattnar avrinningsområdet har biflödesordning 2, vilket innebär att vattnet flödar genom totalt 2 vattendrag innan det når havet efter 71 kilometer. Avrinningsområdet består mestadels av skog (84 procent). Avrinningsområdet har 0,85 kvadratkilometer vattenytor vilket ger det en sjöprocent på 5,2 procent.